# 中山りえ子
中山 りえ子（なかやま りえこ、1972年4月9日 - ）は、日本の女性声優。東映アカデミー所属。東京都出身。血液型はO型。

## 出演作品

### テレビアニメ
2001年
- デジモンテイマーズ（裕治、少年、シャッガイの声、技術者、ヒロカズの母）
- も〜っと!おジャ魔女どれみ（マジョパーラー、服部五郎、ともや 他）

2002年
- おジャ魔女どれみドッカ〜ン!（掃除のおばさん、少年A、ニュースキャスター、魔女）
- きっかけはラフくん（シンディ、ダビンチ）
- デジモンフロンティア（輝一の母、友樹の母、照男、おばさん、クラスメイト）

2003年
- 明日のナージャ（ウェリントン子爵夫人、村の女、乗客の男の妻、仮面の女、少年、メイド）
- 金色のガッシュベル!!（石川、しおりの母、コゴロウ、フランソワーズ、鈴木、他）
- ボボボーボ・ボーボボ（委員長）

2004年
- ふたりはプリキュア（女生徒、ベローネの選手）

### 劇場アニメ
2001年
- スレイヤーズぷれみあむ（街の女A）

### 吹き替え
- アンドロメダ3（ロリンズ）
- サウラビ（イファ）